# Рахимов, Рустамходжа Назриходжаевич
Рустамходжа Назриходжаевич Рахи́мов (нем. Rustamhodza Rahimov, род. 16 февраля 1975 года в Душанбе, Таджикская ССР) — немецкий боксёр-любитель, выступающий в наилегчайшей весовой категории, призёр Олимпийских игр, чемпионата мира и чемпионата Европы.